# Trzebiec

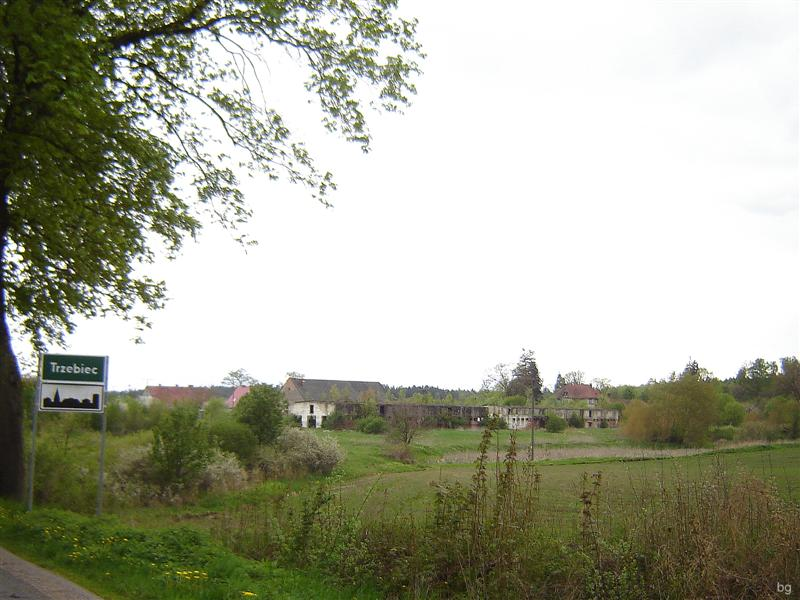
Widok osady

Trzebiec (niem. Neuhof) – osada w Polsce położona w województwie zachodniopomorskim, w powiecie białogardzkim, w gminie Tychowo. W latach 1975–1998 osada należała do województwa koszalińskiego. Według danych UM, na dzień 31 grudnia 2014 roku osada miała 67 stałych mieszkańców. Osada wchodzi w skład sołectwa Wicewo. Największa osada w gminie.

## Położenie
Osada leży ok. 2 km na wschód od Wicewa, ok. 1,5 km na zachód od drogi wojewódzkiej nr 167, niedaleko rzeki Parsęty.

## Historia
Osada folwarczna z XIX wieku należąca w 1864 r. do właściciela majątku w Wicewie - Oskara von Rhoeden. Od 1884 r. właścicielem był Buchholtz. Po II wojnie światowej posiadłość została upaństwowiona.

## Zabytki
- dwór eklektyczny, murowano-szachulcowy. Wybudowany na planie prostokąta, dwukondygnacyjny, z ryzalitem w osi elewacji frontowej. Do dworu przylega park krajobrazowy o pow. ok. 2 ha, ciekawe okazy to: świerk biały, sosny wejmutki, jodły (jednobarwna i biała), żywotniki, cyprysy, dąb czerwony.
- ślady cmentarza z pierwszej połowy XX wieku.

## Komunikacja
W miejscowości jest przystanek komunikacji autobusowej.